# ضاحية كوميويجني

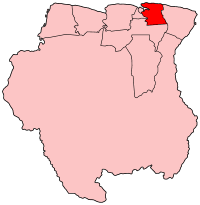
خريطة لسورينام توضح موقع مقاطعة كوميويجني

ضاحية كوميويجني هي اٍحدى ضواحي سورينام، تقع على الضفة الغربية نهر سورينام، عاصمة الضاحية هي نيو أمستردام، أليونس هي مدينة مهمة أخرى بالضاحية.
يبلغ عدد سكان الضاحية 25.200 نسمة ومساحة تقدر ب 2.353 كم2.
هي اٍحدى أكبر الضواحي من حيث السكان، كوميويجني تعتمد في دخلها أساسا على الزراعة. ويرجع تاريخ تأسيسها اٍلى بدايات القرن 17 أثناء الاٍستعمار الهولندي.
جنبا إلى جنب مع العديد من الحصون الاستعمارية الصغيرة، نيو أمستردام هي حصن كبير بني لحماية كوميويجني خلال الحرب الانجليزية الهولندية الثانية.

## منتجعات كوميويجني

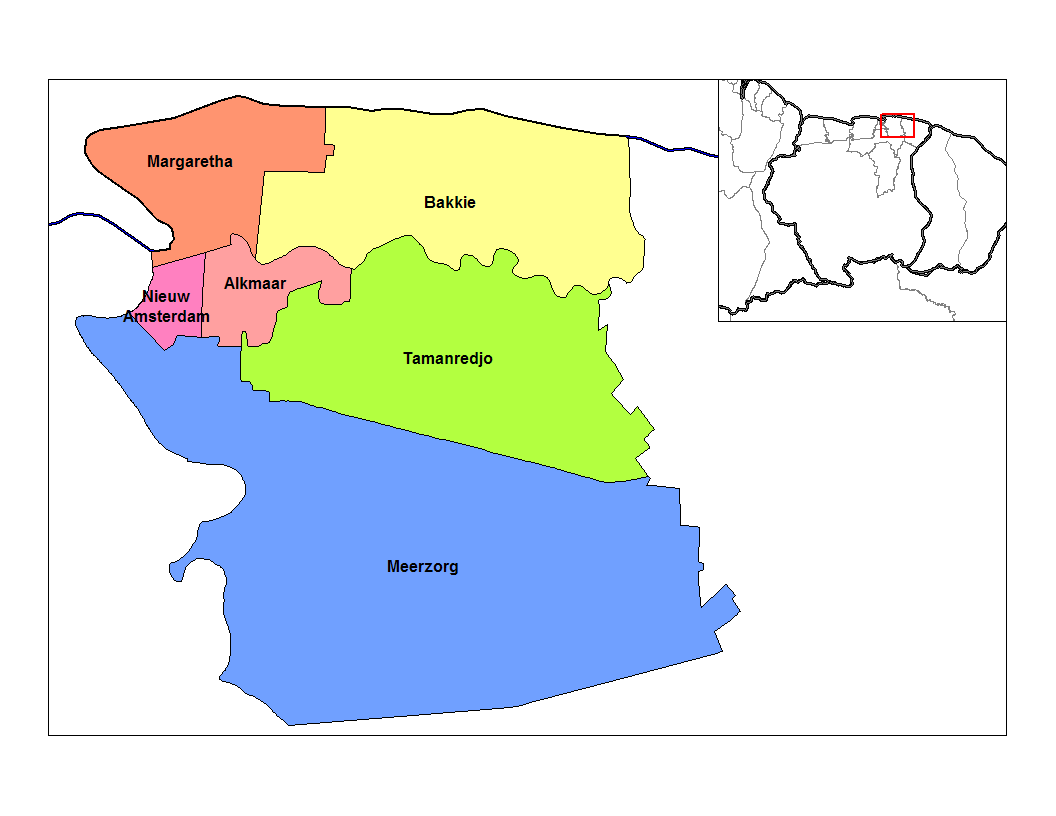
منتجعات مقاطعة كوميويجني

تظم الضاحية ست منتجعات هي:
- ألكمار.
- باكي.
- مارقاريتا.
- ميرزورغ.
- نيو أمستردام.
- تامنريدجو.

## توأمة
لضاحية كوميويجني اتفاقيات توأمة مع:
- يوغياكارتا